# Mã bưu chính ở Áo

Hệ thống mã bưu chính Áo

Mã bưu chính ở Áo chính thức ra mắt vào năm 1966, biết đến với tên bản địa 'Postleitzahlen', là một khía cạnh cơ bản của cơ sở hạ tầng hậu cần của quốc gia, cung cấp một hệ thống phương tiện nhằm mục đích tổ chức bưu chính và phân loại địa lý.
Mã bưu chính của Áo thường bao gồm bốn chữ số, với chữ số đầu tiên thường đại diện cho một trong chín bang của Áo. Tuy nhiên, vẫn tồn tại các trường hợp ngoại lệ khi các khu vực hoặc thành phố nhất định có thể có cùng chữ số đầu mặc dù thuộc các tiểu bang khác nhau hoặc khi các yếu tố địa lý hoặc hành chính cụ thể có thể dẫn đến các biến thể của mẫu này. Các chữ số tiếp theo sẽ tinh chỉnh phạm vi địa lý cụ thể hơn nữa, xác định các quận và thành phố cụ thể trong tiểu bang tương ứng. Các mã này là công cụ tạo điều kiện thuận lợi cho việc gửi thư hiệu quả, cho phép bản địa hóa chính xác các địa chỉ trên khắp đất nước Áo.

## Hệ thống
- 1xxx: Viên
- 2xxx: Hạ Áo (phía đông Vienna )
- 3xxx: Hạ Áo (phía tây Vienna )
- 4xxx: Thượng Áo
- 5xxx: Salzburg và phía tây Thượng Áo
- 6xxx: Tyrol và Vorarlberg (không gồm Đông Tyrol)

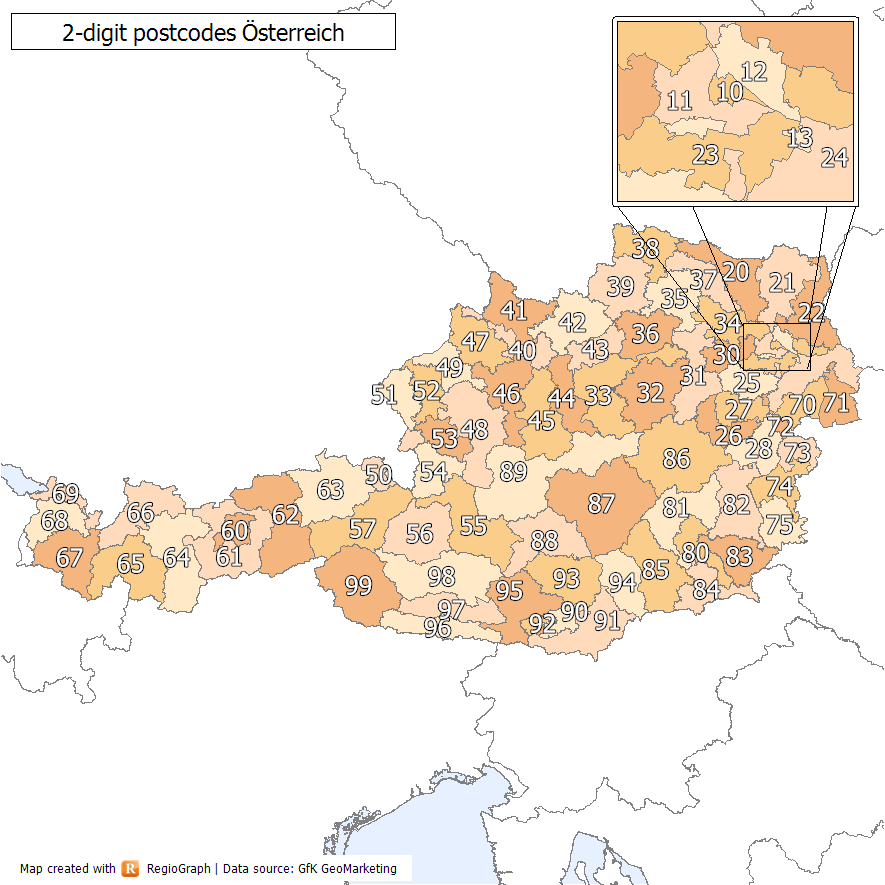
Vùng mã bưu chính 2 chữ số Áo (được xác định thông qua hai chữ số đầu tiên)

- 7xxx: Burgenland
- 8xxx: Styria
- 9xxx: Carinthia và Đông Tyrol